# スキちゃん
「スキちゃん」は、スマイレージのインディーズ3rdシングル。2009年11月23日に発売された。

## 概要
スマイレージのシングルとしては初となるアップテンポなロック・ナンバー。レコーディングでは元気に大きい声で歌っていたが、福田花音はリズムが先走らないようにしていたと「De☆View」のインタビューで語っている。PVは富士山の見える山梨県で撮影された。
発売を記念し、同年12月5日にユニバーサル・シティウォーク大阪・7日にタワーレコード渋谷店にてCD購入者を対象としたイベントが行われた。
このほか、2018年3月にはKDDIとKDDI総合研究所との共同制作で当楽曲、およびアンジュルムを起用した「音のVR」に対応したコンテンツを制作した。なお、当楽曲とアンジュルムを起用したこのコンテンツは一般向けには2018年3月31日から4月1日までパシフィコ横浜で開催されたハロー!プロジェクトのイベント会場で出展、および同年4月以降よりKDDI直営店の一部や、HMVの一部の店頭でも体験コーナーが展開されたほか、更に同年5月31日から9月30日までの期間限定でスマートフォン・タブレット用の音のVR体験アプリ（iOS専用）も一般向けとして配信された。

## 収録曲
1. スキちゃん
  - 作詞・作曲：つんく　編曲：板垣祐介
2. スキちゃん (Instrumental)

## シングルV
2010年1月2日に発売された、上記作品のシングルDVD。

### 収録内容
1. スキちゃん (MUSIC CLIP)
2. メイキング映像

特典
- 「Hello! Project 2010 WINTER 歌超風月 〜モベキマス!〜」会場購入特典
  - A5サイズ8ページ仕様「S/mileage Guide3」

## 参加メンバー
- 1期：和田彩花、前田憂佳、福田花音、小川紗季

## 参加ミュージシャン
スキちゃん
- プログラミング＆ギター：板垣祐介